# Catuaba
Catuaba is een kevergeslacht uit de familie van de boktorren (Cerambycidae). De wetenschappelijke naam van het geslacht werd voor het eerst geldig gepubliceerd in 2003 door Martins & Galileo.

## Soorten
Catuaba is monotypisch en omvat slechts de volgende soort:
- Catuaba sanguinolenta Martins & Galileo, 2003